# Història de les Illes Canàries

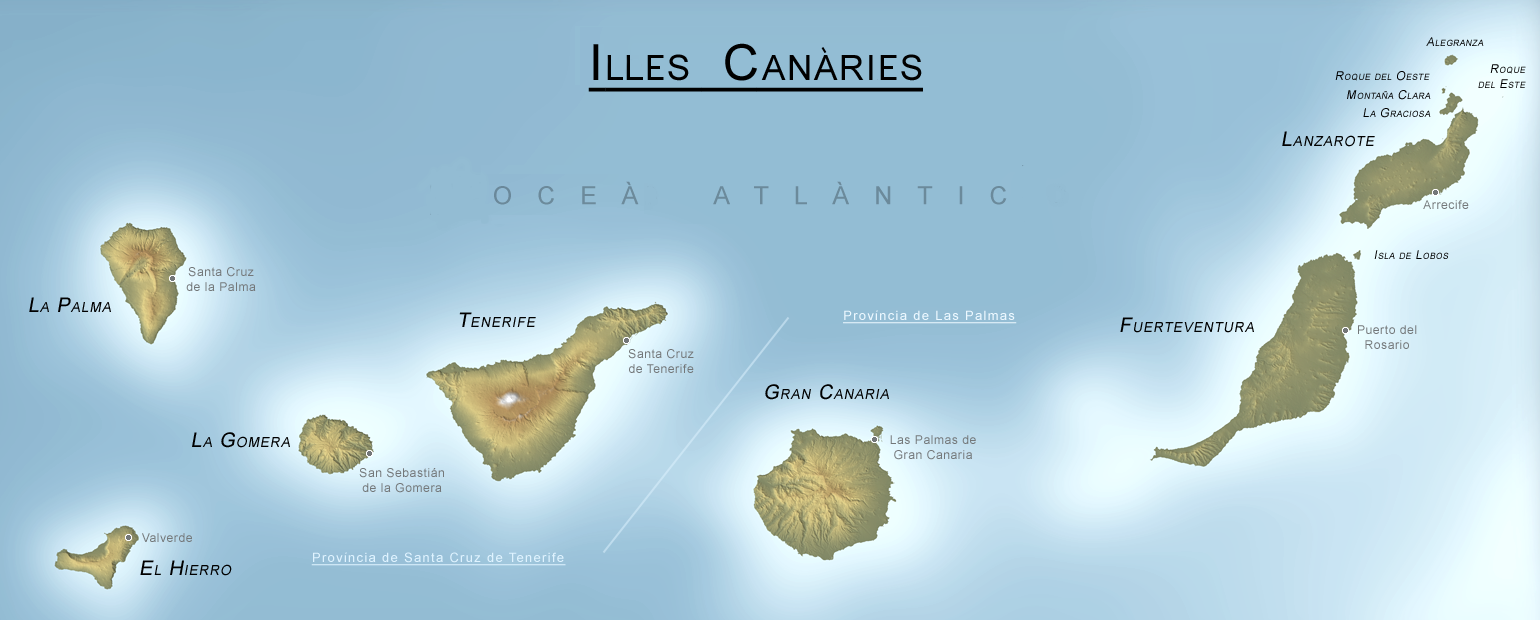
Mapa de les Illes Canàries

La història de les Illes Canàries és molt antiga, ja que eren habitades des d'abans de la conquesta europea pels guanxes. El terme «guanxe» era el gentilici dels habitants de l'illa de Tenerife, però després va ser usat per referir-se a tots els habitants originals de l'arxipèlag. Eren un poble relacionat amb els antics amazics del nord d'Àfrica. No es coneixen amb precisió els detalls de la colonització de les illes, encara que les teories més acceptades suggereixen que aquestes poblacions hi van ser portades pels fenicis o romans. Les principals activitats econòmiques d'aquests pobles eren el pasturatge, l'agricultura, la recol·lecció de fruits i la pesca a les costes.
El segle XIV les illes van ser descobertes per les monarquies i els estats feudals europeus. S'hi van produir diverses visites de mallorquins, portuguesos i genovesos. El navegant genovès Lancelloto Malocello es va establir a l'illa de Lanzarote el 1312. Els mallorquins van establir una missió a les illes (a partir del viatge de Francesc Desvaler) amb un bisbat que va romandre des del 1350 fins al 1400 i del qual procedeixen algunes imatges de verges que eren venerades pels guanxes. Durant els següents cinquanta anys, amb el permís papal i el suport de la corona castellana, es van organitzar diverses expedicions a la recerca d'esclaus, pells i tints.
El 1402 es considera l'any del començament de la conquesta de les illes amb l'expedició a Lanzarote dels normands Jean de Bethencourt i Gadifer de la Salle, subjectes, tanmateix, al vassallatge de la corona de Castella i amb el suport de la Santa Seu. Atesa l'orografia, la manca d'interès comercial i la resistència dels nadius, la conquesta no va finalitzar fins al 1496, data en què es rendeixen els últims nadius de Tenerife, i les illes són incorporades a la corona de Castella. La conquesta de les Illes Canàries, que va durar gairebé 100 anys, foren el precedent de la conquesta del Nou Món.
Tan bon punt fou conclosa la conquesta de les illes, s'hi va imposar un nou model econòmic basat en el monocultiu, al començament la canya de sucre. En aquesta època es van constituir les primeres institucions i els òrgans de govern. Amb el descobriment d'Amèrica i la posterior conquesta, les illes es van convertir en punt d'escala de les rutes comercials amb Amèrica, l'Àfrica i l'Índia –el port de Santa Cruz de la Palma es va convertir en un dels ports més importants de l'Imperi Espanyol– la qual cosa va ser acompanyada d'una gran prosperitat per a determinats sectors socials de les illes. Les crisis dels monocultius del segle xviii i la independència de les colònies americanes durant el segle xix hi van produir greus recessions econòmiques. Arran de les crisis econòmiques que va patir l'arxipèlag, es van produir grans onades d'emigració cap al continent americà.
Al començament del segle XX es va introduir a Canàries el nou monocultiu de plàtan, l'exportació del qual va ser controlada per companyies comercials com ara Fyffes. La rivalitat entre les elits de les ciutats de Santa Cruz i Las Palmas per la capitalitat de les illes va dur a la divisió de l'arxipèlag en dues províncies el 1927.
Després de la mort de Francisco Franco i la instauració del règim democràtic de monarquia parlamentària es va elaborar un Estatut d'Autonomia aprovat el 1982. Actualment Canàries és governat per la Coalició Canària, malgrat que és minoria al Parlament.

## Edat antiga
La mitologia grecollatina situava a l'entorn de les Canàries, situades "més enllà de les Columnes d'Hèrcules", en l'Oceà Tenebrós, en els límits del món conegut ("l'Ecumene"), molts dels relats fantàstics de la seva tradició. Podrien ser la ubicació dels mitològics Camps Elisis, les Illes dels Benaventurats, les Illes Afortunades, el Jardí de les Hespèrides o l'Atlàntida.
Per a molts investigadors, la primera al·lusió històrica a les Illes Canàries podria trobar-se en les obres d'historiadors grecs com Plutarc. Però la descripció més precisa d'un autor antic sobre les Illes Canàries és la que fa Plini el Vell en la seva obra Naturalis Historia, on relata una expedició realitzada fins a l'arxipèlag pel rei de Mauritània Juba II. Els romans van donar nom a diverses d'aquestes illes. A una la van anomenar Nivaria per tenir neu a les muntanyes (Tenerife), a una altra Herbania per les seves pastures (Fuerteventura), a una altra Junonia per estar plena de coloms, au consagrada de Juno, (La Gomera), i a una d'elles la van anomenar Canària, per tenir una fera raça de gossos (Gran Canària). D'aquí deriva el nom de l'arxipèlag: Canàries, del llatí canis canis. De qualsevol manera, el coneixement que els clàssics van tenir sobre les illes va ser pobre, barrejant mite i realitat.

## Període prehispànic

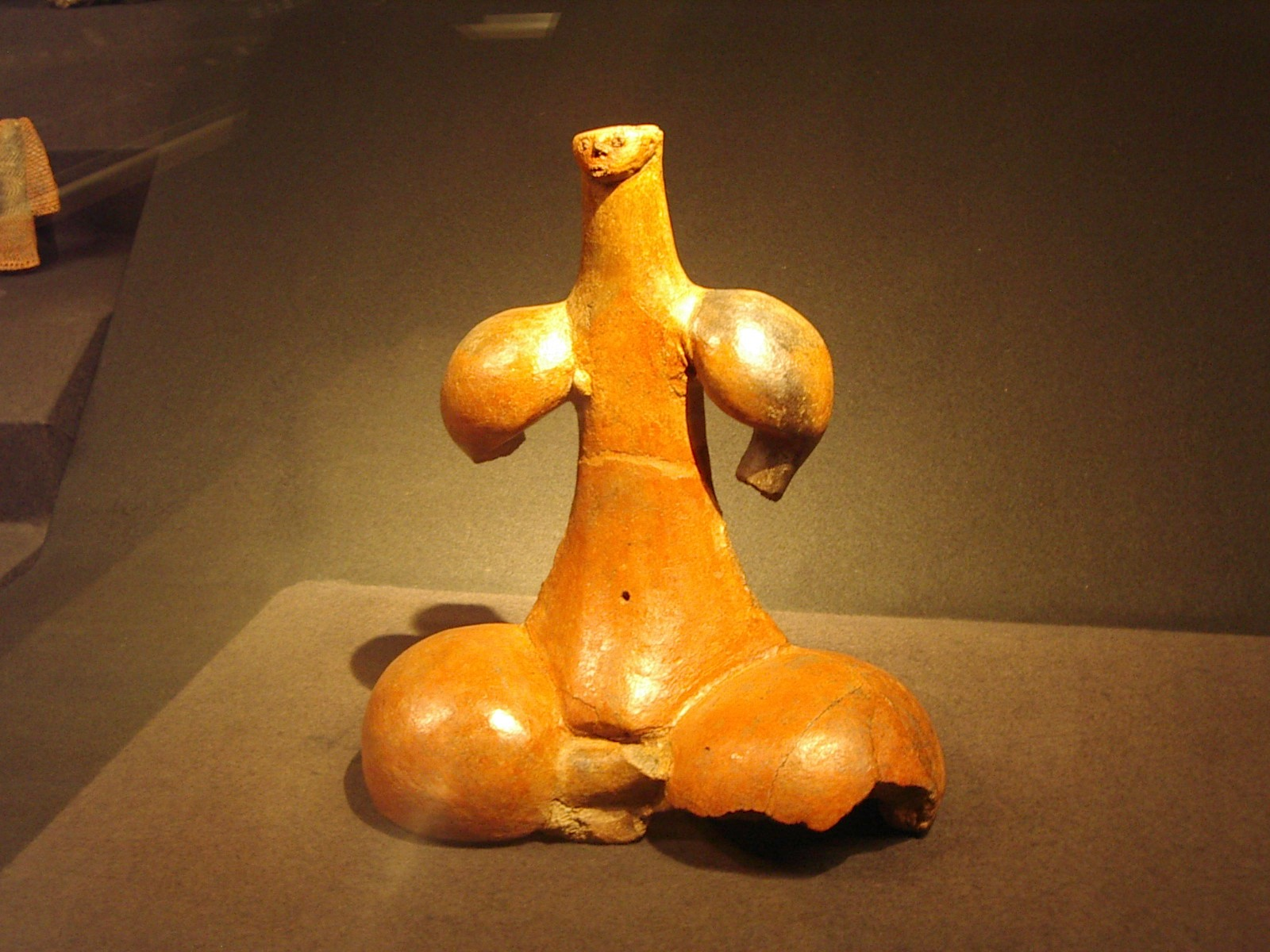
Ídol de Tara, en el Museu Canari, Las Palmas de Gran Canaria.

Les Illes Canàries estaven habitades abans de la conquesta europea pels anomenats guanxes. El terme guanxe és pròpiament el gentilici dels aborígens de Tenerife, encara que el seu ús s'ha estès per denominar als antics habitants de tot l'arxipèlag, entroncats ètnica i culturalment amb els amazics del nord d'Àfrica. Abans de la incorporació a la Corona de Castella, no existia una unitat política, sinó que a cada illa existien diverses tribus o regnes independents els uns dels altres, sense que els habitants d'una illa tinguessin contacte amb els de les altres, en desconèixer la navegació. No es coneix exactament la manera en què es va produir la colonització de les illes, encara que les teories més acceptades en l'actualitat són aquelles que defensen que aquestes poblacions van ser portades des del nord d'Àfrica bé pels fenicis o pels romans. Fins ara les cronologies més rigoroses indicaven que els primers illencs van arribar a les Canàries entre els segles iii i I a.C., encara que s'han suggerit dates de poblament anteriors fins i tot al segle V aC.
Recents descobriments acrediten que l'arxipèlag canari va ser poblat en dues fases: en una primera fase la cultura amaziga arcaica va arribar a les illes al voltant del segle VI aC, en una segona fase, entorn del canvi d'Era i el segle i, haurien arribat a Lanzarote, Fuerteventura, Gran Canària, El Hierro i Tenerife, poblacions amazigues. Les Illes Canàries van ser poblades en dues fases des del segle vi aC. L'estudi d'inscripcions rupestres a les Canàries i el nord d'Àfrica indica que les illes van ser poblades en dos moments diferents.
L'economia dels antics illencs es basava fonamentalment en la ramaderia d'espècies introduïdes des del continent africà: la cabra, l'ovella, el porc i el gos. Aquest últim complia funcions de guarda, però també era consumida la seva carn. Pel que fa a l'agricultura, hi havia enormes diferències entre illes, sent Gran Canària la més desenvolupada al respecte. Es tractava d'una agricultura fonamentalment cerealista, basada en varietats de blat i ordi utilitzades com a ingredients per al tradicional "gofio" que encara es consumeix a Canàries. L'activitat econòmica es completava amb la recol·lecció de fruits, el marisqueig i la caça ocasional.

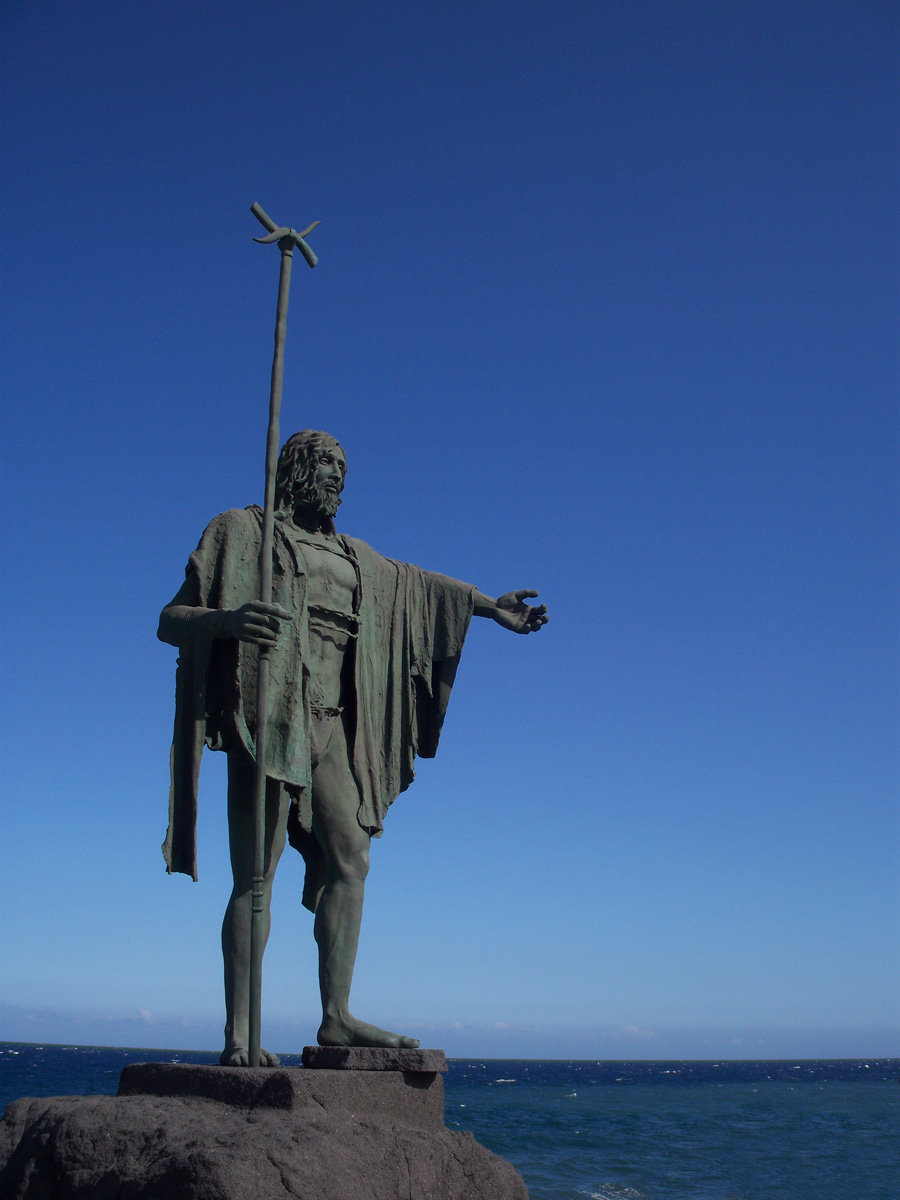
Beneharo, Mencey d'Anaga, a la Plaça de la Patrona de Canàries.

Culturalment, els aborígens canaris són pel que sembla una branca "insularitzada" del conglomerat de pobles amazics nord-africans. Se sol parlar de l'horitzó neolític dels guanxes, encara que aquest va estar determinat en gran manera per l'absència de metalls en sòl insular. L'existència d'inscripcions alfabètiques (escriptura líbico-amaziga o tifinagh) ens parlen en canvi d'uns pobles amb un horitzó cultural protohistòric. L'arqueologia ha fixat la seva mirada en manifestacions com la ceràmica (fabricada sense torn, amb tècniques que s'han mantingut fins a l'actualitat), els gravats rupestres (espirals, formes geomètriques, signes alfabètics, podomorfs, etc.) i, en el cas de Gran Canària, la pintura rupestre, de la qual és principal exponent la "Cova pintada" de Gáldar. Els habitatges eren fonamentalment coves naturals però també fetes artificialment a les illes centrals; existien poblats de cases de certa envergadura a Gran Canària o Lanzarote.
Quant a les creences, la  religió guanxe era politeista encara que el culte astral estava generalitzat. Al costat d'ell hi havia una religiositat animista que sacralitzava certs llocs, fonamentalment roques i muntanyes (El Teide a Tenerife, Idafe a La Palma o Tindaya a Fuerteventura). Entre els principals déus guanxes es podrien destacar; Achaman (déu del cel i suprem creador), Chaxiraxi (deessa mare identificada més tard amb la Verge de Candelaria), Magec (déu del sol) i Guayota (el dimoni) entre molts déus i esperits ancestrals. Especialment singular era el culte als morts, practicant-se la momificació de cadàvers, en aquest aspecte va ser a l'illa de Tenerife on va aconseguir major perfecció. Cal destacar també la fabricació d'ídols de fang o pedra.

## Redescoberta i conquesta

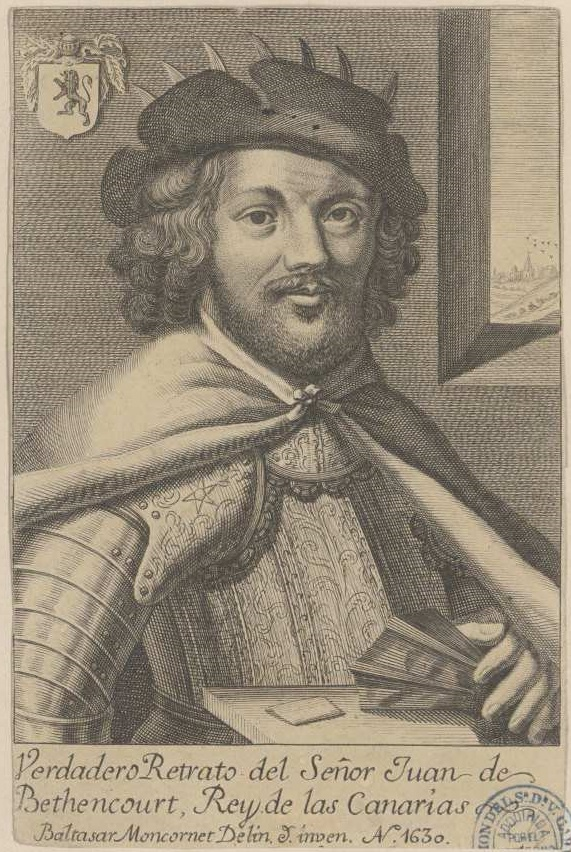
Jean de Bethencourt.

Al segle xiv es produeix la "redescoberta" de les illes pels europeus, succeint-se nombroses visites de mallorquins, portuguesos i genovesos. Aquest procés s'enquadra en l'anomenada expansió europea per l'Atlàntic, que tindria el seu punt àlgid en l'arribada de Cristòfor Colom a Amèrica. Els avenços en matèria de navegació van facilitar la gesta, que va tenir com a principal motivació, en aquest primer moment, l'accés més directe possible a l'or de l'Àfrica central. En aquest context, el navegant genovès Lancelloto Malocello va desembarcar a Lanzarote el 1312 i el biscaí Martín Ruiz d'Avendaño el 1377. Els mallorquins van establir una missió a les illes (Bisbat de Telde), que va romandre vigent des del 1350 fins al 1400. Així mateix, les mateixes estaven sota l'atenta mirada dels Reis de Castella, sent el Papa Climent VI qui va nomenar a l'Infant Don Luis de la Cerda monarca del "Regne de les Illes Canàries" o Principat de la Fortuna el 1355.
El 1402 s'inicia pròpiament la Conquesta de les Illes Canàries amb l'expedició a Lanzarote dels normands Jean de Bethencourt i Gadifer de la Salle, motivats per les possibilitats d'explotació. En aquesta primera fase, la conquesta de Canàries es va dur a terme per iniciativa de particulars, i no per la Corona, per aquest motiu es denomina conquesta de senyoriu, encara que Bethencourt s'hagués fet vassall del rei de Castella. La conquesta de senyoriu va incloure les illes de Lanzarote, Fuerteventura, La Gomera i El Hierro: eren aquestes les menys poblades de l'arxipèlag, i la rendició va resultar relativament senzilla. La Gomera, però, va mantenir una organització mixta, en la qual conqueridors i indígenes van pactar la seva coexistència fins a l'anomenada "Rebel·lió dels Gomeros" de 1488, que va suposar l'efectiva conquesta d'aquesta illa.

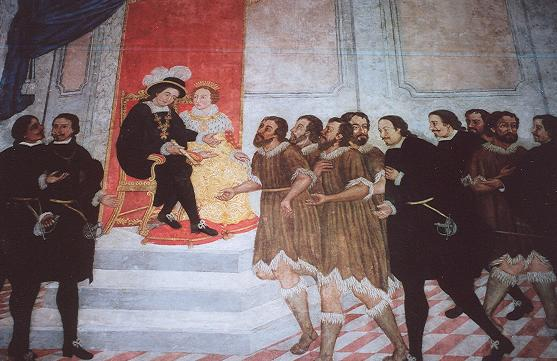
Alonso Fernández de Lugo presentant als Reis Catòlics els menceys (reis) captius de Tenerife.

La següent fase de la conquesta, o "conquesta de realengo", es va dur a terme a instàncies de la Corona de Castella, després que els senyors de les illes haguessin cedit els seus drets sobre Gran Canària, La Palma i Tenerife, illes que encara quedaven per conquerir, als Reis Catòlics el 1477. S'inicia llavors la part més dura del procés, atès que es tractava dels territoris més poblats, millor organitzats i amb més difícil orografia. La conquesta de Gran Canària s'inicia el 1478 amb la fundació de Real de Las Palmas al costat del barranc de Guiniguada, i acaba amb la rendició d'Ansite el 1483.
Alonso Fernández de Lugo, que havia participat en la conquesta de Gran Canària, va obtenir el dret de conquesta de La Palma i Tenerife. La invasió de la Palma s'inicia el 1492 i finalitza el 1493 amb l'engany i captura del cap indígena Tanausú. Tenerife és l'última de les illes a conquerir. A la Primera batalla d'Acentejo, de la qual els guanxes sortirien com a vencedors, li segueix una "guerra de guerrilles" i les transcendentals victòries castellanes de la Batalla d'Aguere i la Segona Batalla d'Acentejo. La conquesta finalitza oficialment amb la Pau dels Realejos de 1496, encara que alguns indígenes mantenen focus de resistència en els cims (els anomenats "guanxes alçats"). Finalment, el 7 de desembre de 1526, l'emperador Carles i la reina Joana expedeixen una Reial Cèdula per la qual es crea a les illes un tribunal d'apel·lació amb residència a Gran Canària, abans s'entenia competent la Cancelleria de Granada, que amb el temps acabaria per convertir-se en superior jeràrquic comú de tots els  cabildos i a exercir una autèntica funció de govern de l'Arxipèlag, patent des de 1556 fins que el 1589 sigui nomenat el primer Capità General de les illes, que és consolidat el 1625 quan el Comte-duc d'Olivares envia a Canàries al Marquès de Valparaíso nomenant aquest Comandant General.

## Edat moderna

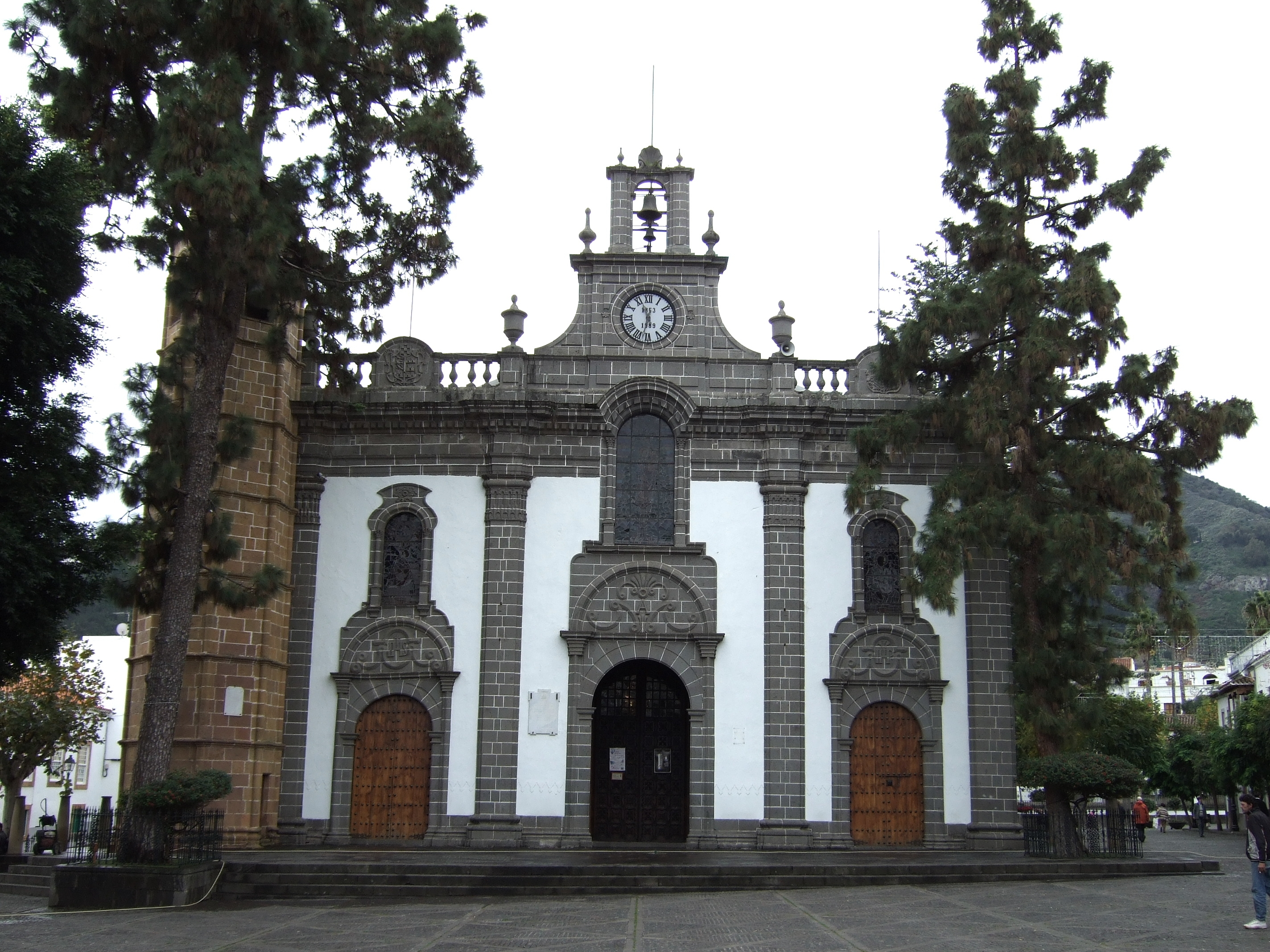
Basílica de "Nuestra Señora del Pino", Teror, Gran Canària.

El procés de mestissatge humà i cultural que va caracteritzar a les illes després de la conquesta va donar com a resultat a la societat canària moderna. A Canàries van arribar immigrants d'Europa, i de Canàries van sortir també emigrants cap a Amèrica, fins i tot amb caràcter forçós en certes èpoques. Als descendents dels indígenes es van sumar una gran quantitat de portuguesos, nous colons procedents de Castella als quals s'havia repartit terres, normands, amazics nord-africans, esclaus negres que van ser portats per al treball en les plantacions sucreres, jueus, comerciants genovesos, flamencs, anglesos, etc. Una amalgama cultural i humana que es va fusionar d'acord amb les noves lleis i institucions d'origen castellà (Furs, Concejos o cabildos, Reial Audiència, Governadors), i a les pràctiques religioses del catolicisme. En aquest sentit, el Bisbat de Canàries es va situar a la ciutat de Las Palmas de Gran Canaria, com a únic centre de la jerarquia eclesiàstica canària fins a la creació de la Diòcesi de Tenerife el 1819. D'altra banda el primer santuari cristià de Canàries va ser la Cova d'Achbinico a Candelaria.

Escut de Canàries durant el.

El model econòmic de les illes es va basar, a més de l'autoconsum agrícola i ramader, en productes d'exportació com l'orxilla, el vi i el sucre de canya. El sucre serà el primer cultiu d'exportació de la història de Canàries, i la carta de presentació de les illes davant la nova economia que s'estava gestant. Des de les Canàries, el sucre i el rom es trasplantaran cap a Amèrica. Serà precisament la competència dels sucres de les Índies una de les causes que explicarien la posterior decadència d'aquest cultiu a les illes.
En el viatge que va fer Cristòfor Colom quan va descobrir Amèrica va passar per l'arxipèlag: a Gran Canària va abordar el vaixell La Pinta per compondre el timó i canviar de velam. Des de Gran Canària es va traslladar a l'illa de la Gomera i des d'aquesta illa, al port de San Sebastián de la Gomera, va continuar la seva expedició el 1492 a les Amèriques durant el primer viatge. Llavors les Canàries es van convertir en escala de les rutes cap al Nou Món. De fet, les illes van ser una excepció al monopoli que exercia la Corona espanyola des de la Casa de Contractació de Sevilla respecte al comerç americà. Des de Canàries partien cap a Amèrica productes de contraban europeus, així com produccions illenques, principalment vi. Això converteix a les illes i als seus ports en nusos comercials entre les dues ribes de l'Atlàntic. Com a contrapartida, Canàries es convertiria també en zona de rapinya per pirates i corsaris.
A la crisi del sucre li segueix l'etapa de desenvolupament de la vinya, associat a la producció de vi. Els vins de malvasia canaris van ser especialment acceptats a Anglaterra, i en el comerç amb aquest país es va basar principalment l'economia canària fins al segle xviii. En canvi, les relacions comercials amb la resta d'Espanya van ser escasses durant aquest període, a causa de la manca de complementarietat entre les economies illenca i peninsular.

## Edat contemporània

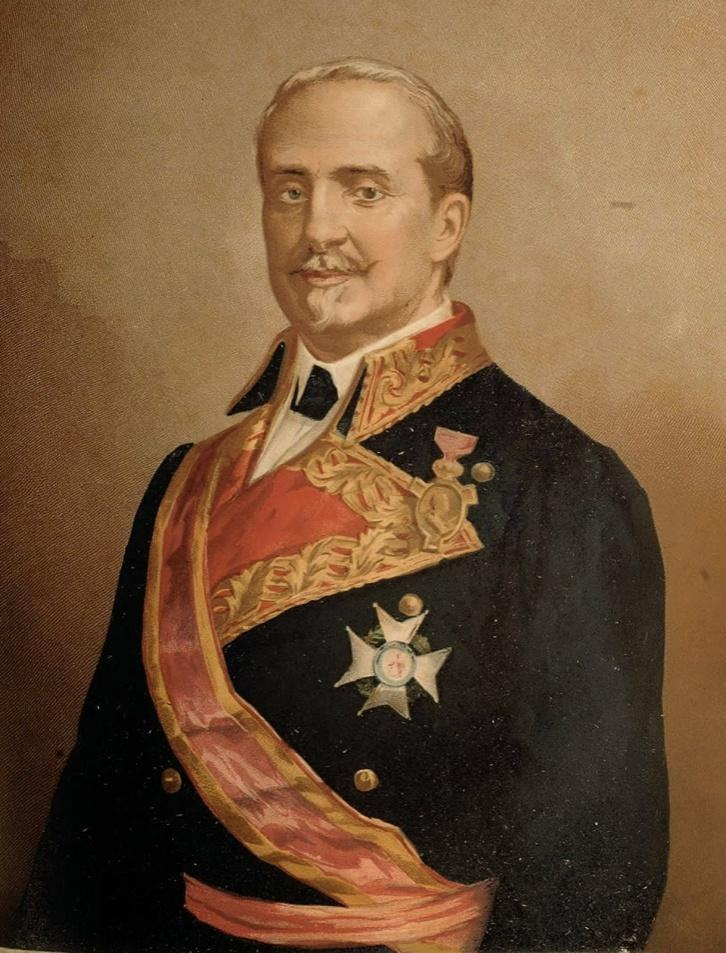
Leopoldo O'Donnell, canari President del Consell de Ministres d'Espanya i una de les grans figures polítiques espanyoles del seu temps.

El segle xviii comença per les Canàries amb una llarga sèrie d'atacs de corsaris a les illes com els de Fuerteventura de 1740, però sense cap dubte és l'atac anglès del famós Contraalmirall Horatio Nelson el que va escriure una de les pàgines més decisives en la Història de les Canàries. L'armada britànica amb 4.000 efectius no va poder conquerir una Santa Cruz de Tenerife amb tot just 500 soldats regulars espanyols, un destacament francès i milícies locals. El 25 juliol de 1797 Nelson va ser derrotat per les forces defensores, i cada any a la ciutat es realitzen actes de record d'aquest dia en què va poder canviar el destí de l'arxipèlag.

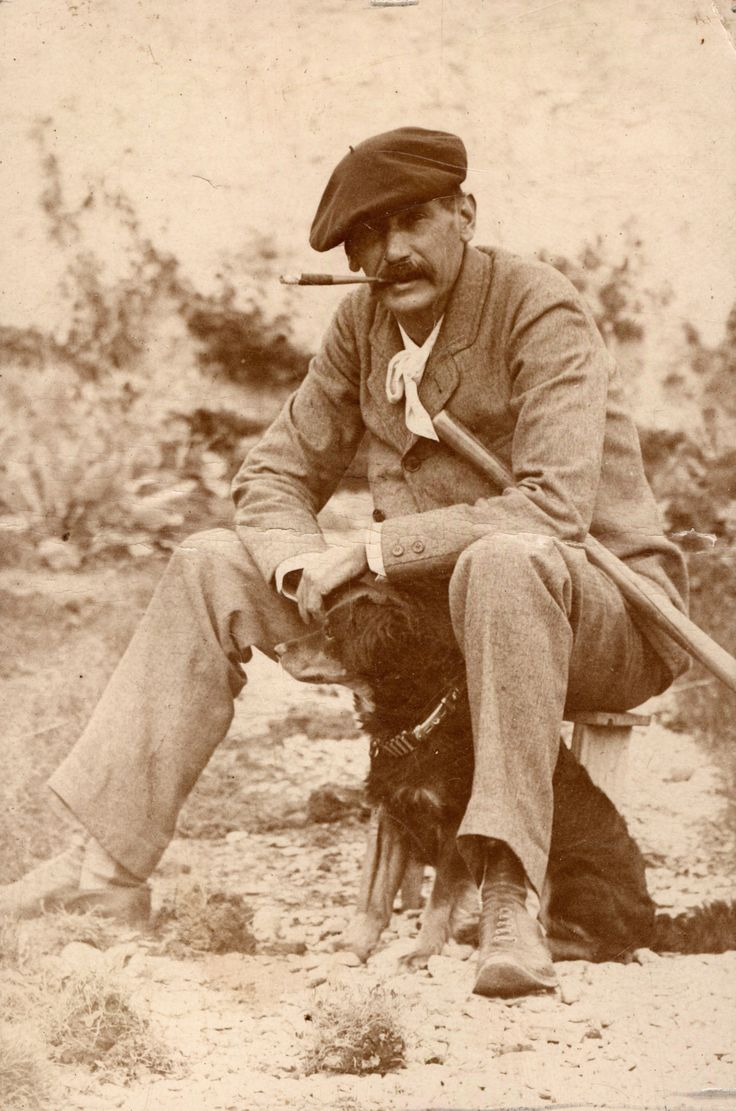
Benito Pérez Galdós, escriptor. En els seus "Episodis Nacionals", tracta la història d'Espanya des del 1805 fins al 1880.

Les crisis de les exportacions agrícoles que va patir Canàries al segle xviii van provocar profundes recessions, el que s'agreujaria amb la posterior independència de les colònies americanes i el gir de l'economia espanyola cap al proteccionisme. Aquest resultarà nefast per a Canàries, que mai havia mantingut estretes relacions comercials amb els territoris ibèrics. Periòdicament, algunes sequeres produïen, sobretot a les illes menors i de menor relleu, períodes de greu fam i mortaldat, durant alguns d'aquests períodes, les autoritats de les illes majors van arribar a prohibir l'emigració de la gent a les illes majors, per protegir-se de la invasió de famolencs. En aquest context de misèria va començar un autèntic èxode migratori cap a Cuba, Puerto Rico i les joves repúbliques americanes. A la meitat d'aquesta profunda crisi, que durarà fins a mitjan segle xix, es van assentar les bases teòriques de l'anomenat lliurecanvisme illenc, apostant les illes per un sistema econòmic diferent al de la resta de l'Estat. Les pressions polítiques de les oligarquies insulars donen com a resultat final el Decret de Ports Francs de 1852, que estableix un règim de llibertat comercial per a Canàries. El primer cultiu que es beneficia d'això serà el de la cotxinilla, insecte de la tunera o figuera de moro del qual s'extreu un tint natural. Amb ella es reinauguren les relacions comercials amb una Anglaterra que necessitava colorants per a la seva indústria però a partir del 1870 els colorants artificials desbanquen a la cotxinilla ocasionant una aguda crisi a les illes. A finals del segle xix els britànics introdueixen a Canàries el tomàquet i la banana, l'exportació estaria en mans de companyies comercials com Fyffes. El colonialisme europeu a l'Àfrica i el creixent tràfec comercial converteixen una vegada més als ports de les illes en estratègics punts d'escala per a les rutes atlàntiques.

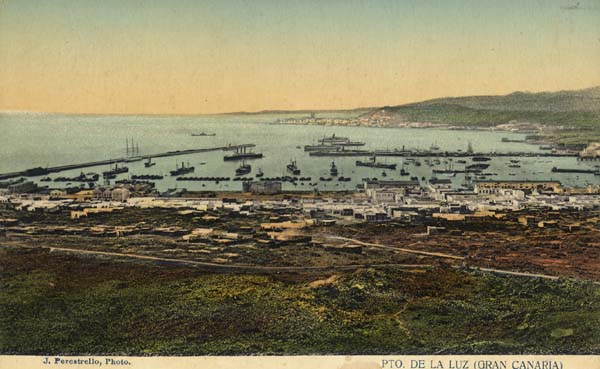
El port de Las Palmas el 1912.

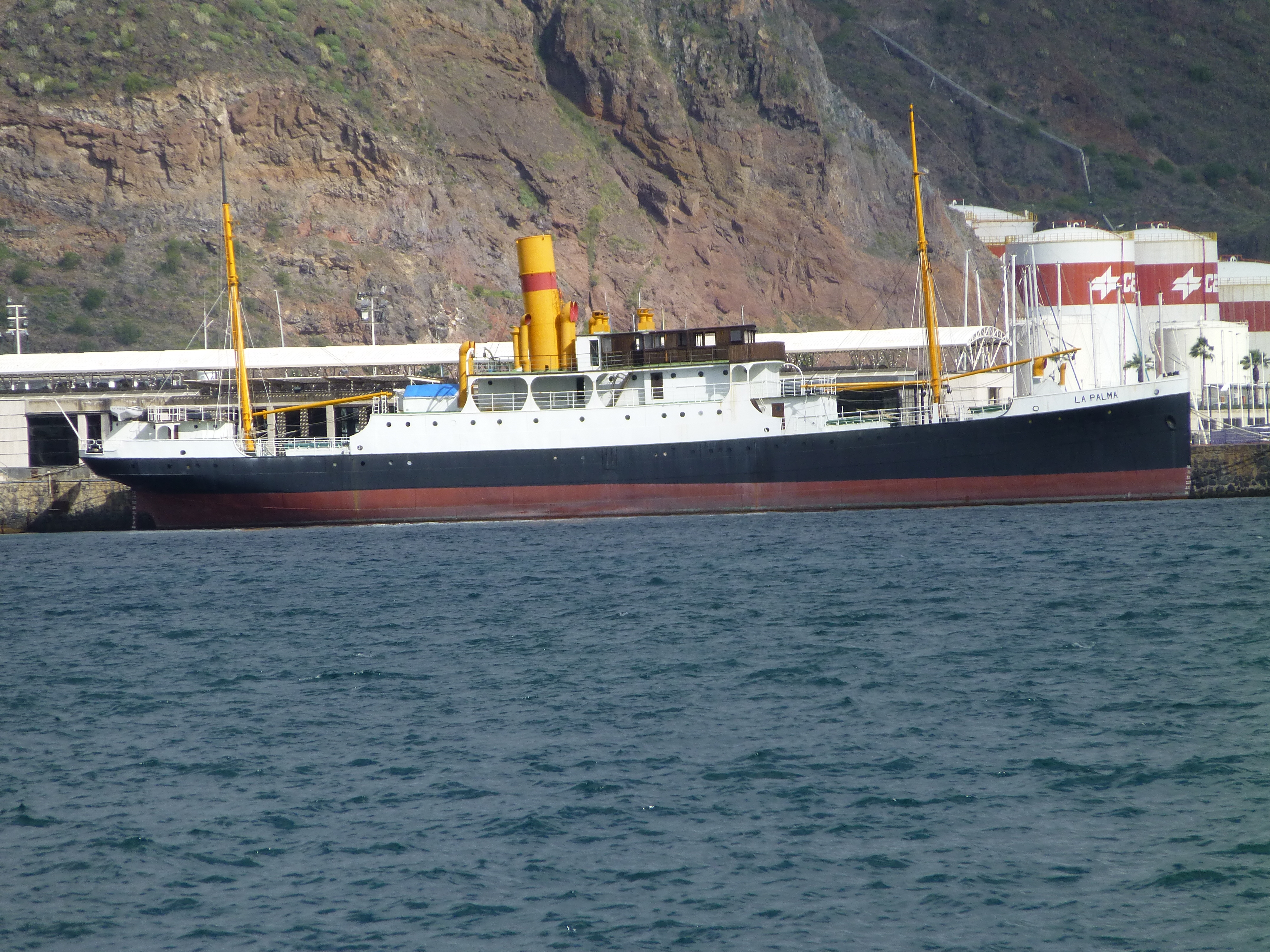
Vaixell "La Palma", de l'any 1912, vaixell de vapor per al servei interinsular, actualment conservat a Tenerife.

Un altre fenomen crucial per entendre la història contemporània de Canàries serà la rivalitat entre les elits de les ciutats de Santa Cruz de Tenerife i Las Palmas de Gran Canaria per la capitalitat de les illes. Després de dècades de conflictes, el 1927, durant la dictadura de Primo de Rivera, es procedeix a la creació de la província de Las Palmas, agrupant la meitat oriental de la que fins llavors era l'única província existent a Canàries, la Província de Canàries. La meitat occidental es va passar a anomenar oficialment Província de Santa Cruz de Tenerife. El plet insular va afeblir les possibilitats del nacionalisme canari, que va tenir escassa presència a les illes fins als últims anys de la dictadura franquista, tenint major rellevància fins a aquest moment entre les colònies de canaris emigrats a Amèrica. Va ser precisament en aquest continent on va desenvolupar bona part de la seva tasca política Secundino Delgado, considerat com el pare del nacionalisme canari. També va ser a l'altra banda de l'Atlàntic, concretament a l'Havana, on es va fundar el Partit Nacionalista Canari l'any 1924 per José Cabrera Díaz.
El 17 de juliol de 1936, el general  Franco, llavors comandant general de Canàries, viatja des de Gran Canària al Protectorat espanyol del Marroc per posar-se al comandament de l'Exèrcit que es revolta contra el Govern de la II República (que un any més tard presidiria el metge canari Juan Negrín) esclatant amb això la Guerra Civil espanyola. Després d'aquesta s'iniciarà la dictadura fins a la mort del general Franco el 1975. La postguerra i bona part de la dictadura militar estaran marcats a Canàries per una nova interrupció de la seva secular relació amb altres economies alienes a l'àmbit espanyol: Seran temps de misèria i emigració, fonamentalment a Veneçuela. Des dels anys 60 irromp a les illes el turisme de masses com a nova alternativa econòmica, que perdura fins a l'actualitat.
El 1972 es dicta la Llei de Règim Econòmic i Fiscal de Canàries que planteja un marc de desenvolupament propi per a les Illes, en el qual no només s'actualitza el tradicional sistema de franquícies canari, sinó que s'incorpora un ampli repertori de mesures econòmiques i s'articula una Hisenda pròpia insular.
La situació dictatorial prèvia a la creació de l'actual estat democràtic i autonòmic espanyol, així com el subdesenvolupament econòmic de les illes fins a l'arribada del turisme, el manteniment de certes estructures caciquils injustes i l'habitual ocupació de càrrecs polítics i ocupacions per forans (deguda a la manca d'un sistema educatiu adequat a les illes, al gran paper de l'exèrcit durant la dictadura, i al centralisme autoritari existent durant el franquisme), i la descolonització dels dominis africans, va fer sorgir en els últims anys del franquisme i primers de la democràcia certs moviments de tipus esquerrà/independentista de pretensions panafricanistes (com el MPAIAC), que pretenien lluitar contra la "ocupació colonial" de les illes per la "metròpoli" espanyola. Alguna puntual deriva al terrorisme d'algun d'aquests grups va haver de ser evitada per mitjà de la repressió policial. La tendència panafricanista xocava però amb la vocació europeista de les illes, i tal contradicció, juntament amb les pretensions hegemòniques del Marroc, posades de manifest en la Guerra del Sàhara, i el desenvolupament econòmic, i la normalització política democràtica i autonomista de les illes van fer perdre l'impuls a tals moviments.

## Transició i autonomia

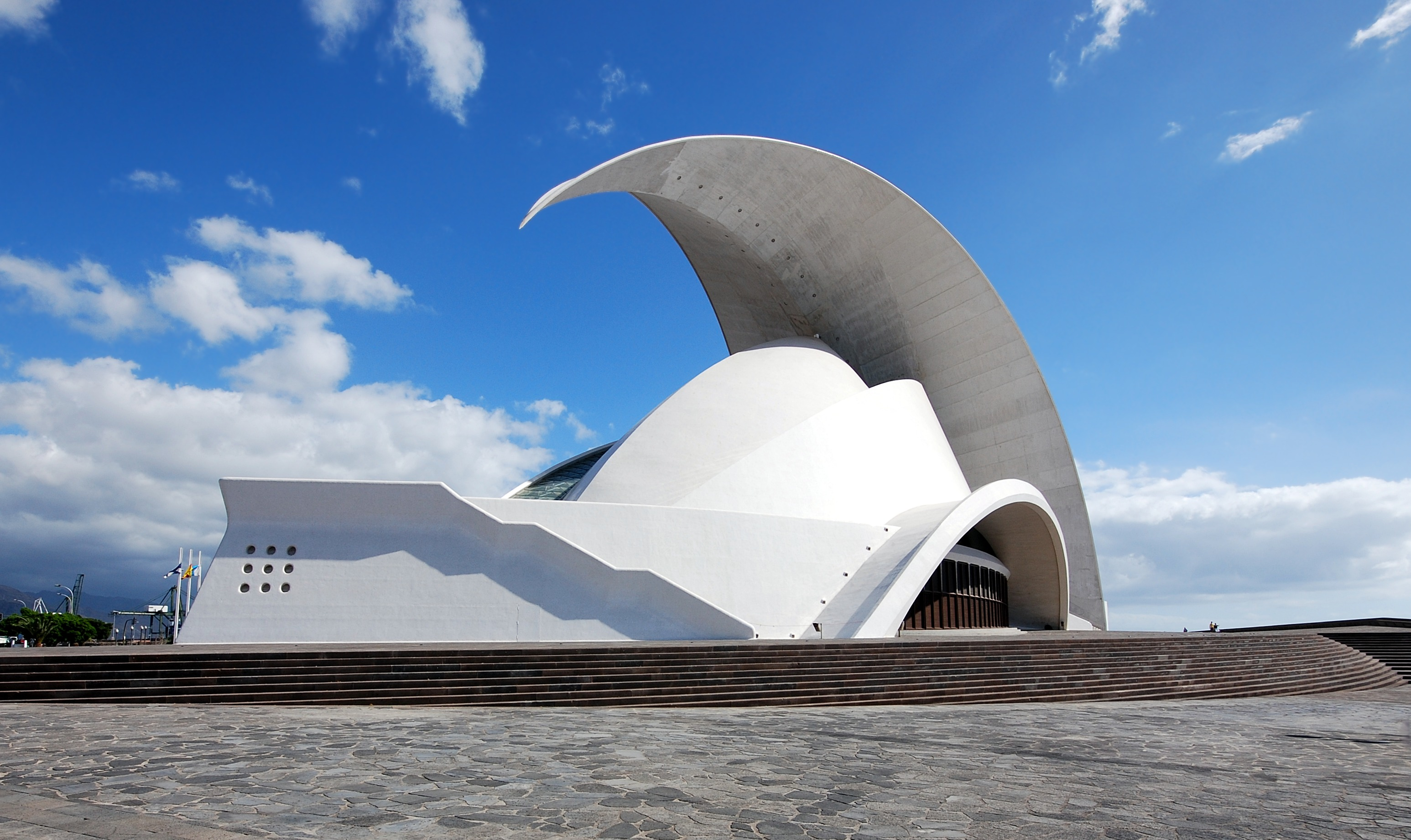
Auditori de Tenerife "Adán Martín", edifici emblemàtic de la ciutat de Santa Cruz de Tenerife.

La  transició política cap a la democràcia a Canàries està marcada per diverses qüestions fonamentals: 
a) el debat sobre el model econòmic, que començarà anys abans amb el debat sobre el Règim Econòmic i Fiscal de Canàries (REF) i, més tard, amb el procés d'incorporació a la Comunitat Econòmica Europea, que va obligar a optar per la manera d'adhesió plena o menys plena a la Unió Europea i a la política duanera comuna (amb les conseqüències que això tindria en el Règim Econòmic i Fiscal), 
b) la incardinació de Canàries en l'estat autonòmic, la relació i distribució de competències entre els preexistents cabildos insulars i la nova "comunitat autònoma", i 
c) el sistema electoral, que sense deixar de ser representatiu i democràtic, havia per una banda evitar el predomini d'una província sobre l'altra (i ajudar a la superació del secular "plet insular"), i per l'altra, atorgar a les illes menors una certa sobrerepresentació per ajudar a augmentar la seva influència per eliminar els inconvenients de l'anomenada "doble insularitat" (és a dir, per compensar la seva llunyania i petitesa i els inconvenients derivats d'això), i finalment, limitar el caciquisme.
La descolonització espanyola del Sàhara Occidental, que tindrà múltiples efectes sobre la societat i política canària dels anys setanta i vuitanta. Entre ells, l'impacte econòmic i demogràfic que va suposar el retorn-expulsió dels canaris que vivien al Sàhara ocupat pel Marroc, la nova situació fronterera de les illes a la meitat del conflicte sahrauí-marroquí, o els efectes sobre el banc pesquer. Estimulat pels esdeveniments del Sàhara Espanyol, a partir de 1976 es desenvolupa un moviment nacionalista d'inèdita puixança a les illes, que tindrà com a màxim exponent al partit Pueblo Canario Unido, després Unión del Pueblo Canario.
Després de l'aprovació de la Constitució espanyola, es va iniciar el debat per a l'elaboració de l'Estatut d'Autonomia de Canàries, finalment aprovat a l'agost de 1982. El no haver presentat un projecte estatutari abans del cop d'Estat de Franco va fer que els canaris iniciessin el camí cap a l'autonomia gairebé de zero, pel procés explicitat en l'article 143 de la Constitució (o de via lenta), en lloc del 151 (o de via més ràpida). No obstant això, l'afany d'amplis sectors per convertir a Canàries en una de les comunitats autònomes amb majors competències, al mateix nivell que les anomenades "nacionalitats històriques", provocarà a les illes tibants debats entre els grups polítics que conduiran, mitjançant la fórmula del consens, a la LOTRACA (Llei Orgànica de Transferència Complementària a Canàries): aquesta permetria fer una autonomia amb nivell de desenvolupament similar a les nacionalitats històriques. Una reforma parcial de l'Estatut de l'any 1996 dona a Canàries rang de nacionalitat.
Amb la democràcia i l'entrada a la Unió Europea, la instauració d'un règim autonòmic i de llibertats per a les illes, i el desenvolupament econòmic i educatiu, el nacionalisme d'esquerres o independentista ha desaparegut pràcticament com a moviment autònom, resultant absorbit i havent deixat pas a diversos partits de nacionalisme moderat de centredreta o que pretenen superar la dicotomia esquerra-dreta i que s'incardinen en el sistema de partits espanyol, pretenent tenir un paper tant a nivell canari com al parlament espanyol (partit-frontissa). En l'actualitat es troba en tràmit parlamentari un nou Estatut d'Autonomia per a Canàries, que està bloquejat per les divergències existents entre els partits sobre la llei electoral.
El setembre de 2019 un subinspector de l'Agència Espanyola d'Administració Tributària denuncià davant una jutgessa que havia rebut amenaces per haver descobert una presumpta trama de corrupció comparable al cas Gürtel a les Illes Canàries.